# Eugène Sauzay
Pour les articles homonymes, voir Sauzay.
Charles Eugène Sauzay, né le 14 juillet 1809 à Paris et mort dans la même ville le 24 janvier 1901, est un violoniste, compositeur et musicographe français.

## Biographie
Charles Eugène Sauzay est le fils de Jeanne-Félicité-Julie Paillet, la fille de l'expert Alexandre Joseph Paillet.
En 1824 il entre au Conservatoire de Paris, où il est l'élève de Paul Guérin puis de Pierre Baillot en violon et d'Anton Reicha pour la composition. Il y obtient un premier prix de violon en 1827 ainsi qu'un deuxième prix de fugue et contrepoint. 
Il joue dans l'Orchestre de la Société des concerts du Conservatoire dès sa création, puis devient membre du quatuor à cordes Baillot, d'abord en tant que second violon puis comme altiste, et épouse la fille de Pierre Baillot.
Après la dissolution du quatuor en 1840, il forme un nouvel ensemble de musique de chambre, avec son épouse, Louis-Pierre Norblin, Auguste Franchomme et Alexandre Pierre François Boëly, formation qui donne de nombreux concerts prisés à Paris. En cette même année 1840, il est nommé premier violon de Louis-Philippe Ier, et, plus tard, chef des seconds violons de l'empereur Napoléon III. 
En 1860, il devient professeur de violon au Conservatoire en remplacement de Narcisse Girard, et y enseigne pendant plus de trente ans, lorsqu'en 1892, à sa retraite, Martin-Pierre Marsick prend sa suite. Parmi ses élèves on compte le violoniste Carl Flesch et l'altiste Théophile Laforge.
Il est nommé chevalier dans l'ordre de la Légion d'honneur en 1868 et officier d'académie de l'ordre des Palmes académiques en 1878, puis officier d'instruction publique en 1889.
Pour sa production de musique de chambre il est lauréat du prix Chartier de l'Institut en 1876.

## Œuvres
Ses œuvres comprennent, outre des études et pièces diverses pour violon, un trio à cordes, un trio avec piano, et des musiques pour la scène : George Dandin et Le Sicilien de Molière, qu'il compose dans le style de Lully, adapté à l'époque.

En dehors de ses compositions musicales, il a écrit une étude sur les quatuors à cordes de Haydn, Mozart et Beethoven, publiée en 1861.

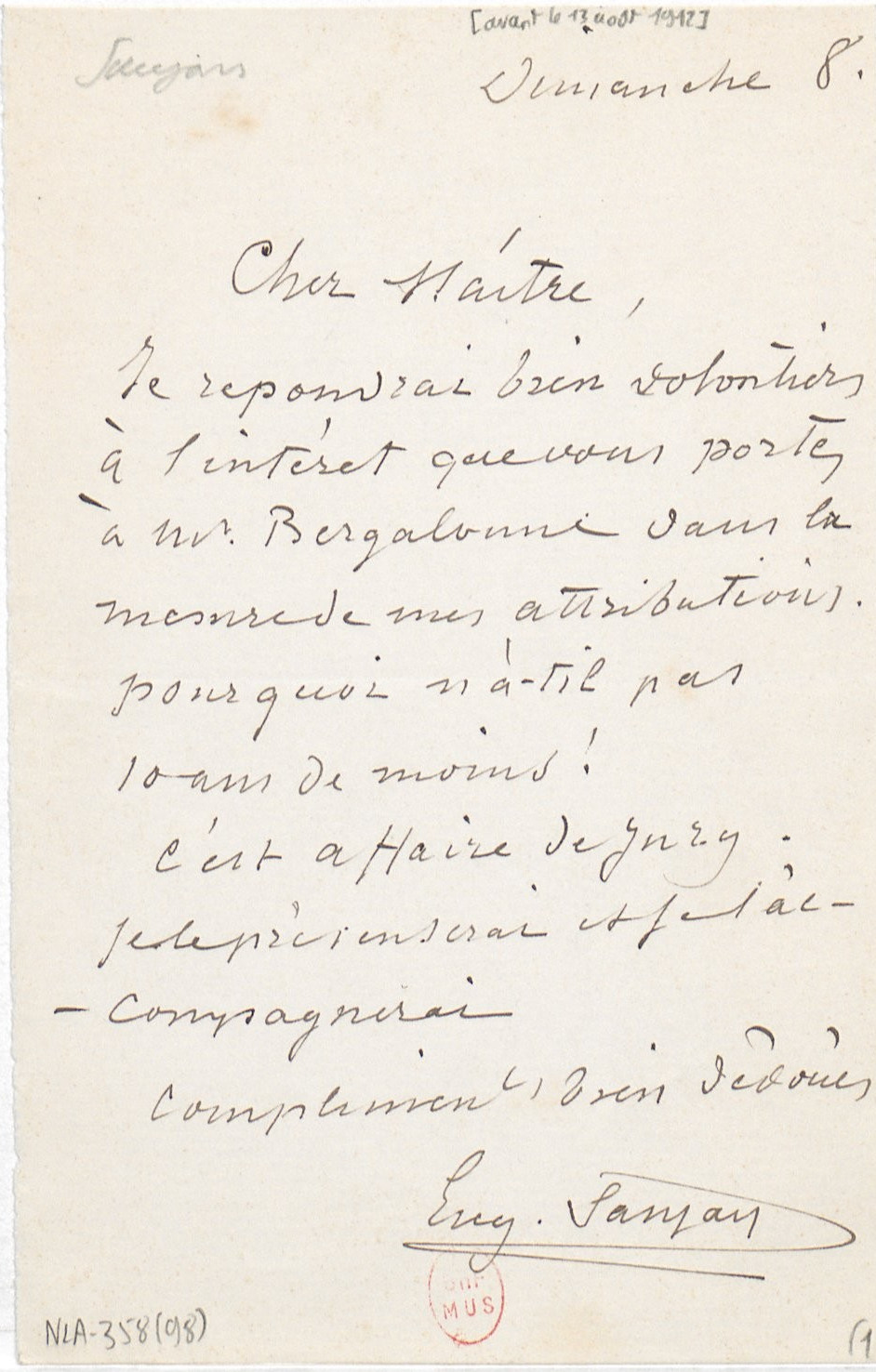
Lettre d'Eugène Sauzay à Jules Massenet (sans date, BnF).

### Compositions

#### Orchestre
- Symphonie rustique, op. 12 (1860 ; et arr. pour piano à 4 mains)

#### Musique de chambre
- Fantaisie sur Zampa, pour violon et piano, op. 1
- Allegro et rondo pour violon et piano, op. 2 (publié c. 1835)
- Sweet Home, Air irlandais varié pour violon et piano, op. 3
- 5 Pièces pour violon et piano, op. 6
- Pièce en trio en sol majeur pour violon, alto et piano, op. 7 (publié en 1855)[15]
- Trio en sol majeur pour violon, alto et violoncelle, op. 8 (1846)[16]
- Romance pour violon ou violoncelle et piano, op. 8bis (1847)
- Andante de Sérénade pour violon et piano, op. 10 (publié en 1854)
- Primavera !, Romance pour violon et piano, op. 12 (publié en 1886)
- Études harmoniques pour violon avec accompagnement d'un second violon ad libitum, op. 14 (1864)[17]
- Les Deux modes, 24 exercices sur l'emploi du majeur et du mineur pour le violon, op. posth. (publié en 1911)

#### Piano
- 3 Pièces pour piano à quatre mains, op. 9
- Symphonie rustique pour piano quatre mains, op. 12 (1860 ; original pour orchestre)

#### Musique vocale
- 3 Romances sur des paroles de Ronsard pour voix et piano, op. 4 (publié en 1843, 1845) ; Poèmes de Pierre de Ronsard[18]
  1. Mignone !
  2. Chansonnette (Bel Aubespin !)
  3. Imitation d'Anacréon
- 3 Anciennes chansons pour voix et piano, op. 9 (publié en 1854); Poèmes de Malherbe, Molière et Philippe Desportes
  1. Chanson de Malherbe
  2. Chanson de Molière tirée du « Sicilien ou l'amour peintre »
  3. Villanelle de Philippe Desportes
- 3 Anciennes chansons pour voix et piano, op. 11 (publié en 1855) ; Poèmes de Marguerite de Valois, Clément Marot et de Charles, Duc d'Orléans
  1. Chanson de Marguerite de Valois
  2. Huitain de Clément Marot
  3. Le Printemps ! Rondel du duc Charles d'Orléans
- 3 Romances sur des libérations conditionnelles d'Alfred de Musset, pour voix et piano (publié en 1877) Poèmes d'Alfred de Musset
  1. Bonjour Suzon !
  2. Sonnet d'Arvers
  3. Fleurette !
- Chanson ancienne : Dieu ! qu'il la fait bon regarder pour voix, violon et piano (publié en 1886) Poèmes de Charles, Duc d'Orléans
- Chant d'un vanneur de blé aux évents, jeux rustiques pour voix et piano (publié en 1897) Poèmes de Joachim du Bellay

#### Musique chorale
- Fragments des chœurs d’Athalie et d’Esther de Racine pour chœur de femmes et piano, op. 5

### Écrits
- Haydn, Mozart, Beethoven : étude sur le quatuor, Paris, Librairie de Firmin-Didot, 1861, 182 p. (OCLC 1311005, lire en ligne)
- L'école de l'accompagnement, ouvrage faisant suite à l'Étude sur le quatuor, Paris, Librairie de Firmin-Didot, 1869[19] (OCLC 150583598)
- Le Violon harmonique : de ses ressources, fils d'emploi dans les écoles anciennes et modernes. Étude complétée par un cours d'harmonie à l'usage des violonistes, Paris, Librairie Firmin-Didot, 1889, 274 p. (OCLC 19536332, lire en ligne)